# ფ
Pari (asomtavruli Ⴔ, nuskuri ⴔ, mkhedruli ფ, mtavruli Ფ) là chữ cái thứ 24 trong bảng chữ cái Gruzia.
Trong hệ thống chữ số Gruzia, ფ có giá trị là 500.

## Chữ cái
| asomtavruli | nuskuri | mkhedruli |
| ----------- | ------- | --------- |
|             |         |           |

## Mã hóa máy tính
| asomtavruli | nuskuri | mkhedruli |
| ----------- | ------- | --------- |
| U+10B4      | U+2D14  | U+10E4    |

## Chữ nổi
| mkhedruli |
| --------- |
|           |